# آندریا کونستاد بر ضد ویلیام کازبی

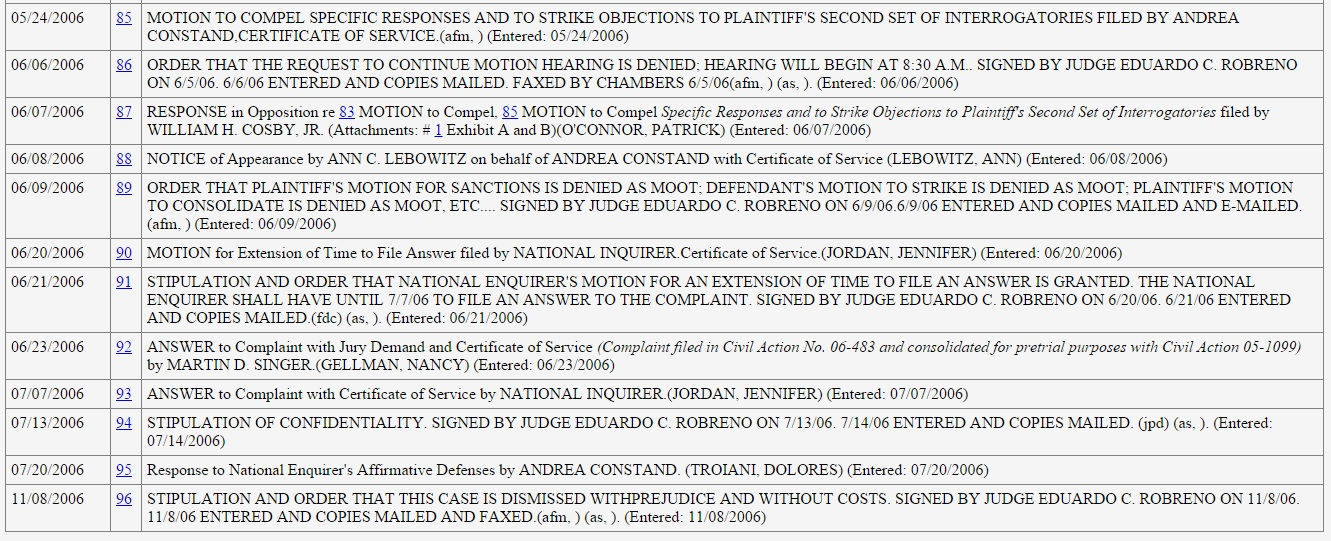
چند مورد از دعوی آندریا کونستاد بر ضد ویلیام کازبی

آندریا کونستاد بر ضد ویلیام کازبی نام یک دعوی حقوقی از سوی یکی از تجاوز شده‌های بیل کازبی است. بعدها معلوم شد مبلغ ۳٫۳۸ میلیون دلار به کونستاد پرداخت شده‌است. این پرونده توسط کونستاد که یک عضو اسبق دانشکده و تیم بسکتبال کانادا بود گشوده شد. تجاوز جنسی توسط بیل کازبی در دانشگاه تمپل در فیلادلفیا انجام شد وقتی کونستاد عضو تیم بسکتبال آنجا بود.